# Valla, Östersund
För andra betydelser, se Valla.
Valla är en stadsdel i Östersund på södra delen av ön Frösön i Frösö distrikt (Frösö socken) i Östersunds kommun som sedan 1975 utgör en del av tätorten Östersund.

## Tätorten
1960 avgränsade SCB en tätort här med 251 invånare inom Frösö köping. 1970 hade Valla sammanvuxit med Frösöns tätort. 1975 hade Frösön i sin tur sammanvuxit med Östersunds tätort, vilken den vid 2010 års tätortsavgränsning fortfarande var en del av.
| Befolkningsutvecklingen i Valla 1960–1965 | Befolkningsutvecklingen i Valla 1960–1965 | Befolkningsutvecklingen i Valla 1960–1965 | Befolkningsutvecklingen i Valla 1960–1965 | Befolkningsutvecklingen i Valla 1960–1965 |
| ----------------------------------------- | ----------------------------------------- | ----------------------------------------- | ----------------------------------------- | ----------------------------------------- |
|                                           |                                           |                                           |                                           |                                           |
| År                                        |                                           |                                           | Folkmängd                                 | Areal (ha)                                |
| 1960                                      | 1960                                      |                                           | 251                                       | 51                                        |
| 1965                                      | 1965                                      |                                           | 209                                       | 50                                        |
| Anm.: Sammanvuxen med Frösön 1970.        |                                           |                                           |                                           |                                           |